# Georg Ots
Georg Ots (21 tháng 3 năm 1920 - 5 tháng 9 năm 1975; tên trong tiếng Nga: Георг Карлович Отс, chuyển tự Latinh: Georg Karlovich Ots) là một ca sĩ và diễn viên người Estonia thời kỳ Liên Xô. Ông được phong tặng danh hiệu Nghệ sĩ nhân dân Liên Xô, đạt Giải thưởng Nhà nước cùng nhiều danh hiệu khác. Thính giả từng có thể nghe giọng Ots trên sóng phát thanh và truyền hình khắp lãnh thổ Liên Xô.

## Tiểu sử
Ots học hát với giọng ca baritone người Estonia là Aleksander Arder ở Yaroslavl (sát Mặt trận phía đông), tại một trung tâm văn hóa dành cho dân Estonia đi tản cư. Về sau ông là thành viên của dàn hợp xướng tại Nhà hát Estonia ở Tallinn. Tiết mục opera đầu tiên của ông là một đoạn ngắn trong vở Eugene Onegin (1944). Ots nhanh chóng trở thành một trong những ca sĩ được trọng vọng nhất ở Estonia và Phần Lan, đồng thời được ngưỡng mộ và yêu mến trên khắp đất Nga.
Ots thường biểu diễn ở nhiều nhà hát opera lớn của Liên Xô cũ, đặc biệt là tại Nhà hát Bolshoi ở Moskva. Các tiết mục của ông bao gồm các vai diễn Eugene Onegin, Yeletzky, Escamillo, Renato, Don Giovanni, Papageno, Rigoletto, Iago, Porgy, Figaro và vai chính trong vở Colas Breugnon của Kabalevsky. Ots hát bằng tiếng Estonia, tiếng Nga, tiếng Phần Lan, tiếng Đức, tiếng Ý và tiếng Pháp, thông thạo cả sáu ngôn ngữ. Vai diễn nổi tiếng nhất của Ots được cho là vai chính trong vở opera Ác quỷ của Anton Rubinstein. Phần lời dựa trên thi phẩm sử thi nổi tiếng của Mikhail Lermontov, từng bị cấm đoán bởi cốt truyện đề cập đến một mối bất hòa giữa một thiên thần địa ngục và một vị công chúa nước Gruzia. Lối diễn xướng của Georg Ots trong vai thiên thần đã mê hoặc khán giả và được khen ngợi cuồng nhiệt, khiến bài thơ gây tranh cãi của Lermontov thậm chí còn trở nên nổi tiếng hơn.
Danh tiếng của Ots lên đến đỉnh điểm vào năm 1958 khi xưởng Lenfilm phát hành bộ phim âm nhạc Ông X dựa trên vở opera Die Zirkusprinzessin của Imre Kalman. Ots cũng thủ vai chính trong phim Giữa ba bệnh dịch, một bộ phim dựa trên cuốn tiểu thuyết lịch sử của Jaan Kross, kể về cuộc đời của Balthasar Russow, một nhà văn và nhà biên niên sử nổi tiếng người Estonia. Ots chuộng trình bày các ca khúc của Mussorgsky và Tchaikovsky, cũng như một số nhà soạn nhạc người Nga khác. Ông cũng tận tụy phiên dịch các bài hát dân gian của Estonia. Thính giả có thể nghe giọng Ots trên sóng phát thanh và truyền hình khắp lãnh thổ Liên Xô. Đĩa nhạc của ông bán rất chạy và sớm hết hàng.
Ông cũng giành nhiều thành công khi lưu diễn ở các nước châu Âu. Sau khi ông qua đời vào năm 1975 vì khối u não Trường Âm nhạc Tallinn từ đó mang tên ông. Năm 1997, các khoa học gia người Nga lấy họ Ots để đặt cho một tiểu hành tinh mới phát hiện, tên là tiểu hành tinh 3738 Ots (1977 QA1). Ông đã kết hôn ba lần (với Margot Ots, Asta Ots và Ilona Ots), có hai con gái và một con trai ruột cùng với hai con trai nuôi.

## Trong văn hóa
Vào tháng 11 năm 2005, một vở nhạc kịch mang nhan đề Georg dựa trên cuộc đời của Georg Ots được công diễn tại Tallinn. Ngày 5 tháng 10 năm 2007, bộ phim Georg dựa trên cuộc đời ông được phát hành.

## Vinh danh
- Tiểu hành tinh "1977 QA1" được đặt tên là 3738 Ots để vinh danh ông vào năm 1996.
- Con đường mang tên Georg Ots nằm bên cạnh Nhà hát opera Quốc gia Estonia.
- Trường âm nhạc Georg Ots Tallinn mang tên ông.